# Sawley, Lancashire
Sawley är en ort och civil parish i Storbritannien.   Den ligger i grevskapet Lancashire och riksdelen England, i den centrala delen av landet, 300 km nordväst om huvudstaden London. Sawley ligger 76 meter över havet och antalet invånare är 305.
Terrängen runt Sawley är varierad. Sawley ligger nere i en dal. Runt Sawley är det ganska tätbefolkat, med 93 invånare per kvadratkilometer. Närmaste större samhälle är Blackburn, 18,8 km sydväst om Sawley. Trakten runt Sawley består i huvudsak av gräsmarker.